# Juan Pablo Raba
Juan Pablo Raba Vidal (Bogotà 14 de gener de 1977) és un actor, productor i presentador colombià amb una gran trajectòria des dels seus inicis.

## Biografia
Raba va néixer en Bogotà, Colòmbia, el 14 de gener de 1977. Fill de Ricardo Raba, empresari argentí i María Eugenia Vidal, restauradora d'art i escriptora.
Amor en forma (1998), va ser el seu primer dramàtic seguit de Marido y mujer (1999). Li van seguir altres novel·les, on va captivar al públic amb el seu talent, com La reina de Queens (2000), actuant alhora en el teatre en la representació de l'obra Crónica de una muerte anunciada, de l'escriptor colombià Gabriel García Márquez. Va tenir el rol principal en Viva la Pepa (2001) produïda per RCTV i La niña de mis ojos (2001), produccions que ho van fer conegut pel públic veneçolà. Juan Pablo es muda a Nova York per a estudiar art dramàtic en la cèlebre acadèmia de Lee Strasberg, el Actors Studio. La seva consagració com a actor va arribar en el 2003 amb el protagonista de Mi gorda bella (2002): un rècord d'audiència que va marcar la història de les produccions llatinoamericanes.
En el 2008, va participar de la internacionalment coneguda sèrie de TV El Cartel de los sapos i va ser part d'un episodi de la teleserie Tiempo final i, el 2009 de la sèrie Mental. Va continuar la seva trajectòria en aquesta ona de sèries amb Los caballeros las prefieren brutas, de Sony.
En 2015 es va incorporar a la tercera temporada de la sèrie Agents of S.H.I.E.L.D., de la cadena ABC.
Els seus més recents rols han estat aNarcos, la reeixida sèrie de Netflix, Peppermint amb Jennifer Garner, la sèrie Six, creada per William Broyles Jr., David Broyles i la sèrie Savage District creada per Cristian Conti.

## Vida personal
Es casa amb la periodista Paula Quinteros en 2003 i es divorcia en 2007. Inicia una relació amb Mónica Fonseca (presentadora de notícies i model) a principis del 2011, eventualment per a contreure matrimoni a Miami el 8 d'agost de 2011, amb qui ara té dos fills (Joaquín Raba Fonseca i Josephine Joie).

## Filmografia

### Televisió
| Any       | Títol                               | Personatge                                   | País                    |
| --------- | ----------------------------------- | -------------------------------------------- | ----------------------- |
| 1998-1999 | Amor en forma                       | Eduardo                                      | Colòmbia                |
| 1999      | Marido y mujer                      | Isidro Fernández Gómez                       | Colòmbia                |
| 2000      | La reina de Queens                  | Andrés Velázquez                             | Colòmbia                |
| 2000-2001 | ¡Viva la Pepa!                      | Luis Ángel Perdomo                           | Veneçuela               |
| 2001-2002 | La niña de mis ojos                 | Alejandro Rondón                             | Veneçuela               |
| 2002-2003 | Mi gorda bella                      | Oréstes Villanueva Mercouri / Lirio de Plata | Veneçuela               |
| 2004      | Estrambótica Anastasia              | Aureliano Paz/ Aureliano Borofski Paz        | Veneçuela               |
| 2005-2006 | Por amor a Gloria                   | Esteban Marín Posada                         | Colòmbia                |
| 2006-2007 | Y los declaró marido y mujer        | Juan Andrés Posada                           | Veneçuela               |
| 2007-2008 | Sobregiro de amor                   | Martín Monsalve                              | Colòmbia                |
| 2008      | El cartel                           | Jhon Mario Martínez "Pirulito"               | Colòmbia                |
| 2009      | Sin retorno                         | Diego Díaz "Ep29: Heroína"                   | Colòmbia                |
| 2009      | Tiempo final                        | Javier Garrido "Ep4: Sr. Juez"               | Colòmbia                |
| 2009      | Mental                              | Raymond "Ray" Hernández                      | Estats Units            |
| 2010      | El clon                             | Said Hashim                                  | Colòmbia · Estats Units |
| 2010      | Los caballeros las prefieren brutas | Alejandro Botero                             | Colòmbia                |
| 2011      | La reina del Sur                    | Jaime Gutiérrez Solana                       | Estats Units            |
| 2011      | Flor salvaje                        | Emilio Monteverde                            | Colòmbia · Estats Units |
| 2012-2013 | Pobres Rico                         | Gonzalo Rico Fernández                       | Colòmbia                |
| 2013      | Los secretos de Lucía               | Miguel Gaitán                                | Veneçuela               |
| 2014      | Wake up! With no make up            | Iván Ruíz                                    | Argentina               |
| 2014      | El corazón del océano               | Armando Casas                                | Espanya                 |
| 2015-2016 | Narcos                              | Gustavo Gaviria                              | Estats Units            |
| 2015-2016 | Agents of S.H.I.E.L.D.              | José "Joey" Gutiérrez                        | Estats Units            |
| 2017-2018 | Six                                 | Ricki "Buddha" Ortiz                         | Estats Units            |
| 2018-2019 | Distrito salvaje                    | Jhon Javier "J.J." Gómez                     | Colòmbia                |
| 2021      | Coyote                              | Juan Diego "El Cantin" Zamora                | Estats Units            |
| 2022      | Juanpis González: la serie          | El mismo                                     | Colòmbia                |
| 2022      | Noticia de un secuestro             | Alberto Villamizar                           | Colòmbia                |
| 2022-2023 | Echo 3                              | Ernesto Cádiz                                | Estats Units · Colòmbia |

## Cinema
| Any  | Pel·lícula                        | Personatge                 | Gènere                 |
| ---- | --------------------------------- | -------------------------- | ---------------------- |
| 2021 | El protector                      | Mauricio                   | Acció                  |
| 2020 | Vandal                            | Michael Cruz               | Acció                  |
| 2018 | Imprisoned                        | Dylan                      | Acció                  |
| 2018 | Peppermint                        | Diego garcia               | Acción, Drama, Suspens |
| 2018 | Rescate en Entebbe                | Juan Pablo                 | Drama, Suspens         |
| 2017 | Maestro del crimen                | Hermán Gómez               | Suspens, Crim, Drama   |
| 2016 | 7 años                            | Carlos                     | Drama                  |
| 2015 | Los 33: una historia de esperanza | Darío Segovia              | Drama                  |
| 2014 | Secreto de confesión              | Teniente Humberto Restrepo | Crim Drama Suspenso    |
| 2012 | La lectora                        | Mesero                     | Acció, Ciència Ficció  |
| 2012 | El cielo en tu mirada             | Mario Domínguez            | Comedia Romàntica      |
| 2011 | Día Naranja                       | Leo                        | Comèdia                |
| 2008 | Postales Colòmbianas              |                            | Comèdia Negra          |
| 2008 | En coma                           | Alex                       | Drama                  |
| 2007 | Puras joyitas                     | Bigotes                    | Comèdia                |
| 2007 | Ni tan largos... ni tan cortos    | Carlos                     | Comèdia Romàntica      |
| 2007 | Una abuela virgen                 | Carlos - El amante         | Comèdia                |
| 2006 | Soltera y sin compromiso          | Jaime Villalba             | Drama Romanç           |
| 2006 | Anillo de compromiso              | Fede                       |                        |

## Premis i nominacions

### Premis India Catalina
| Any  | Categoria                                         | Telenovel·la                           | Resultat |
| ---- | ------------------------------------------------- | -------------------------------------- | -------- |
| 2019 | Millor actor protagonista de telenovel·la o sèrie | Distrito salvaje                       | Nominat  |
| 2013 | Millor actor protagonista de telenovel·la         | Pobres Rico                            | Nominat  |
| 2012 | Millor actor protagonista de sèrie o minisèrie    | Los caballeros las prefieren brutas II | Nominat  |
| 2011 | Millor actor protagonista de sèrie o minisèrie    | Los caballeros las prefieren brutas    | Nominat  |

### Premis TvyNovelas
| Any  | Categoria                                | Telenovel·la o Sèrie                   | Resultat |
| ---- | ---------------------------------------- | -------------------------------------- | -------- |
| 2012 | Millor actor protagonista de sèrie       | Los caballeros las prefieren brutas II | Nominat  |
| 2011 | Millor actor antagonista de telenovel·la | El clon                                | Nominat  |

### Altres premis
- 2 Premis 2 de Oro (2004) a Veneçuela a Millor actor protagonista, per Mi gorda bella i Estrambótica Anastasia. Amdues emeses per RCTV.
- Premi Mara en Veneçuela a Millor Actor Estranger.
- Premi Pantalla de Oro a Veneçuela al Millor actor protagonista, prr Mi gorda bella.
- Premi Gaviota de Oro a Veneçuela al Millor Actor Jove, prr Mi gorda bella.